# Ernestine Müller

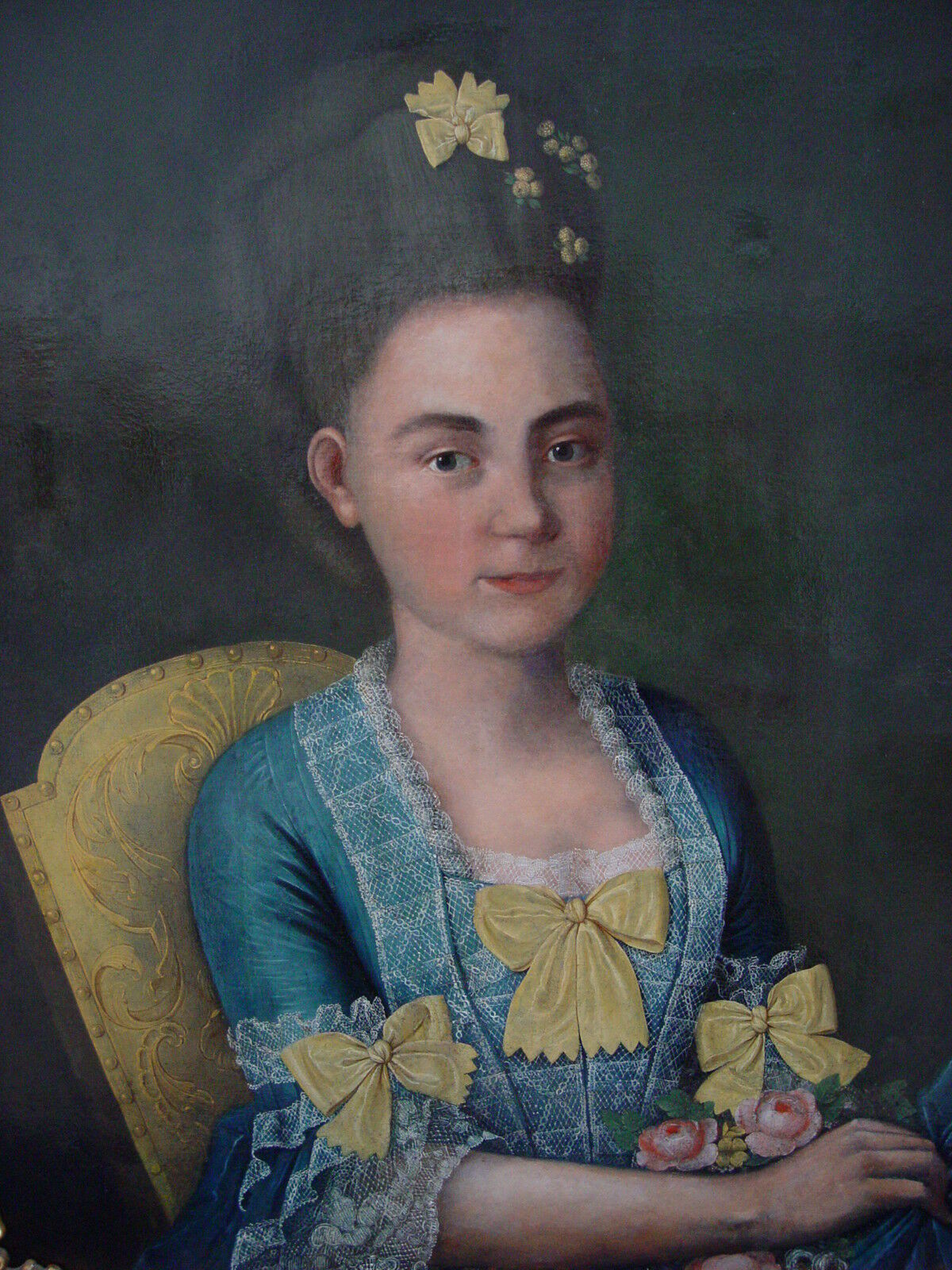
Ernestine Müller
Öl auf Leinwand um 1800

 Ernestine Amalie Müller (* 16. März 1780 in Karlsruhe; † 18. Juli 1844 in Baden-Baden) war eine deutsche Verlegerin und die Frau des Verlagsgründers Christian Friedrich Müller.

## Leben und Wirken
Ernestine Müller wurde 1780 als Ernestine Amalie Bouginé in Karlsruhe geboren. Ihr Vater Karl Joseph Bouginé war ab 1790 Direktor des Karlsruher Gymnasiums, er war in erster Ehe mit Johanne Eleonore Mylius verheiratet, mit ihr hatte er zwei Söhne und sechs Töchter. Sein Sohn Karl Friedrich Bouginé war Legationsrat in Wien und starb 1836 in Durlach. Seine zweite Ehe mit Wilhelmine Christine Ohlnhausen blieb kinderlos.
Ernestine Bouginé heiratete am 21. August 1808 in Rastatt den Buchhändler, Drucker und Verleger Christian Friedrich Müller, er war der Gründer des C.F. Müller Verlag und befreundet mit ihrem Bruder Karl Friedrich Bouginé. Sie war die zweite Frau von Christian Friedrich Müller, nachdem die erste Frau, die Dichterin Wilhelmine Müller geb. Maisch, 1807 mit nur 40 Jahren verstorben war.
Auch Christian Friedrich Müller verstarb viel zu früh am 31. August 1821 mit nur 45 Jahren. Am Morgen seines Todestages übergab er seiner Frau ein Testament, das er in Gegenwart des Notars Johannes Georgius Kneiße und zwei weiterer Zeugen noch mit sicherer Hand unterschrieb:

„Das Geschäft soll ungetheilt bleiben und von meiner vielgeliebten Ehegattin weiter geführt werden. Den Druck und Verlag des Anzeige-Blattes soll sich meine Ehegattin erhalten und solches seiner Zeit meinem Sohn Wilhelm zuzuwenden suchen; findet sich aber nach Zeit und Umständen ein Anderes hierüber zu verfügen nöthig, so soll sie auch darüber freye Macht und Gewalt haben.“

Verwaist war jetzt das Unternehmen, das der Verstorbene durch rastlose Arbeit zu hoher Blüte gebracht hatte. Auf den Schultern der Witwe lag die Sorge um Erhaltung desselben für sich wie für ihre vier unmündigen Kinder. Mit bangem Blick in die Zukunft ging Ernestine Müller an die schwere Arbeit und leitete das Unternehmen so gut es ging weiter. Ergab die Geschäftsführung schon an und für sich für die darin unerfahrene Frau große, fast unüberwindliche Schwierigkeiten, so vermehrten sich diese noch erheblich dadurch, dass sie ganz in die Hände eines skrupellosen Geschäftsführers geraten war. Die Betrügereien des Kriminellen brachten der Witwe Verluste bei, deren Umfang erst bei dem vorübergehenden Aufenthalt ihres Sohnes Wilhelm in Karlsruhe im Jahr 1835 aufgedeckt wurden.
Die Verlagstätigkeit in den Jahren 1821 bis 1843 war eine sehr rege, doch unter den eben erwähnten Verhältnissen wenig Gewinn bringend. Erst 1840 kehrte Wilhelm Müller von den erworbenen Kenntnissen im Buchhandel endgültig nach Karlsruhe zurück, um seine Mutter bei den Geschäften zu entlasten. Auch ihr Sohn Carl Müller kehrte 1842 von seiner Ausbildung nach Karlsruhe zurück, um in der Firma Aufgaben zu übernehmen.
Am 13. September 1843 übergab Ernestine Müller das Unternehmen C.F. Müller Verlag ihren beiden Söhnen. Diese jetzt eigenverantwortlich gewordenen, verwendeten ihre ganze Zeit und Arbeitskraft auf das so lange Jahre nur mit der größten Anstrengung von ihrer Mutter in dem Bestand des Jahres 1821 aufrecht erhaltene Geschäft. Ohne kaufmännische noch technische Ausbildung leitete sie den Verlag 22 Jahre. Am 18. Juli 1844 starb Ernestine Müller, nachdem sie nur wenige Monate nach der Geschäftsübergabe sich die wohlverdiente Ruhe gönnen und sich der selbständigen Betriebsamkeit ihrer Söhne erfreuen konnte.